# Schistidium fuliginosum
Schistidium fuliginosum là một loài Rêu trong họ Grimmiaceae. Loài này được (Schimp.) Ochyra mô tả khoa học đầu tiên năm 1998.